# Expedition von Leichhardt (1844–1845)

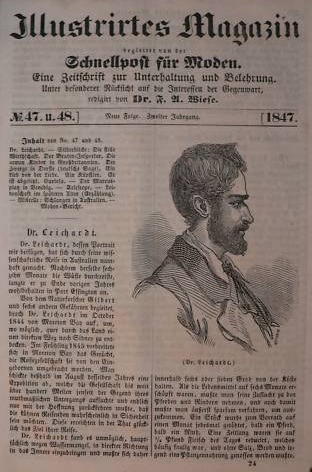
Bericht über Leichhardt mit einem Porträt über seine erste Expedition auf der Titelseite des Illustrirten Magazins. Nr. 47 und 48 von 1847

Die Expedition von Leichhardt in den Jahren 1844 bis 1845 führte Ludwig Leichhardt und seine Mannschaft von Queensland in das Northern Territory bis zur damaligen Militärstation Port Essington. Seine erste Australien-Expedition dauerte nicht wie geplant sechs, sondern vierzehneinhalb Monate.
Die erste Entdeckungsreise von Leichhardt war kurzfristig vorbereitet, sie musste durch Spenden finanziert werden. Es fehlten ihm auch Expeditionserfahrungen in der Führung einer Mannschaft. Die Auswahl der Expeditionsmitglieder erfolgte nach dem Zufallsprinzip und nicht nach festgelegten Kriterien. Gefahren, wie kampfbereite Aborigines und das Vorankommen in der Wildnis, wurden von ihm erheblich unterschätzt. Ferner hatte Leichhardt nicht berücksichtigt, geeignete Gastgeschenke für die Aborigines mitzuführen. Da Leichhardt das Verhalten der indigenen Bevölkerung nicht genau kannte, ließ er nächtliche Lager nicht stets überwachen. Dies führte u. a. dazu, dass bei einem nächtlichen Überfall das Expeditionsmitglied John Gilbert getötet wurde und zwei weitere schwer verletzt wurden. Mehrmals verirrten sich Teilnehmer und waren dem Verdursten nahe. Der Vorrat an Verpflegung war zu gering, die Ausrüstung und auch die Bekleidung waren für die lange Expedition teilweise ungeeignet. Der größte Teil der naturwissenschaftlichen Sammlung musste gegen Ende der Expedition wegen mangelnder Transportmöglichkeiten aufgegeben werden. Ferner war die von Leichhardt mitgeführte technische Ausrüstung hinsichtlich einer genauen Kartierung wenig geeignet.
Die Leichhardt-Expedition entdeckte zahlreiche Flüsse, Gebirge und Berge. Seine größte Leistung war allerdings die Entdeckung einer Ost-Nord-Route über Land durch den australischen Kontinent. Seine Expedition war für die Entwicklung der Besiedlung des Nordostens Australiens von großer Bedeutung, da sie zeigte, dass es dort landwirtschaftlich nutzbares Land und Kohlevorkommen gab. Nach der Rückkehr hielt er in Sydney Vorträge über diese Expedition, und die koloniale Besiedlung im Nordosten von Australien setzte ein.

## Vorgeschichte
Am 14. Februar 1842 kam Ludwig Leichhardt nach einer Schiffsreise aus England in Sydney in New South Wales an. In Sydney bewarb er sich erfolglos um den Posten eines Direktors des Botanischen Gartens und als Landvermesser. Nach diesen Misserfolgen reiste er am 19. September 1843 mit einem Dampfschiff nach Newcastle am Hunter River. Von dort unternahm er allein naturkundliche Reisen zu Fuß und zu Pferd und sammelte dabei erste Erfahrungen im Outback Australiens. Er kam bis in die Liverpool Range, zum Mount Royal, an die Moreton Bay, auf die Darling Downs und an den Condamine River. Nach etwa 20 Monaten kehrte er am 3. März 1844 wieder nach Sydney zurück.

## Reisevorbereitung

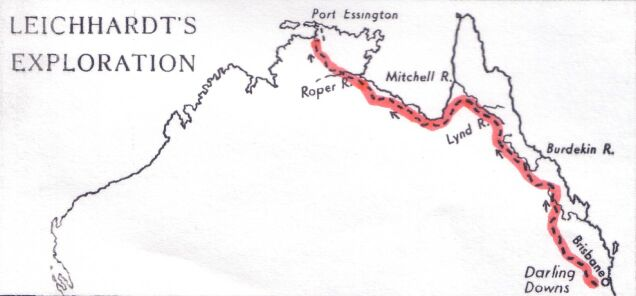
Route der ersten Expedition von Ludwig Leichhardt durch Australien

Nach Sydney zurückgekehrt, stellte Leichhardt fest, dass die staatliche Bereitschaft für eine Expedition in den Nordwesten Australiens gestiegen war. Die britische Kolonialregierung hatte Sir Thomas Livingstone Mitchell 1000 Pfund Sterling für eine Entdeckungsreise nach Port Essington im heutigen Northern Territory in Aussicht gestellt. Mitchell wollte Leichhardt als Mitglied für diese Reise gewinnen. Doch dieser lehnte ab, weil er nicht länger warten wollte, und plante seine erste Expedition.
Die öffentliche Meinung in Sydney über das Expeditionsvorhaben war gespalten. Es gab Fürsprecher und andere hielten die erfolgreiche Durchführung für unmöglich. Sydney setzte damals auf den Handel und nicht auf eine weitere Entdeckung von Land. Im Gegensatz dazu hatte sich in Brisbane und Umgebung die Auffassung durchgesetzt, dass die Erkundung sinnvoll sei und dass das Ziel Port Essington erreicht werden könne. Die dort lebenden Siedler hatten ein Interesse an weiterem Land für ihre Viehwirtschaft.

## Mannschaft
Leichhardt konnte die Expedition nicht aus eigenen Mitteln finanzieren und auf staatliche Unterstützung hoffte er vergeblich. Er war auf Spenden angewiesen und entschlossen, sein Vorhaben auch ohne öffentliche Unterstützung durchzuführen.
In Sydney wählte der 31-jährige Leichhardt fünf Expeditionsteilnehmer aus; vier weitere kamen in Brisbane hinzu. Unter den fünf Teilnehmern, die in Sydney ausgewählt wurden, waren John Roper (ein 19-jähriger Brite), James Snowden Calvert (ein 19-jähriger Brite), William Phillips (ein 44-jähriger britischer Sträfling), John Murphy (ein 14-jähriger Ire) und Harry Brown, ein Aborigine des Native-Police-Corps. Es waren Teilnehmer aus unterschiedlichen Nationen und bis auf Leichhardt hatte keiner Reiseerfahrungen im Outback. Allerdings hatte Leichhardt keine Erfahrungen mit dem Verhalten und den Gepflogenheiten der Aborigines.
In Brisbane kamen der Naturforscher John Gilbert, der Schafzüchter Christopher Pemberton Hodgson, der afroamerikanische Koch Caleb sowie der Aborigine Charley Fisher hinzu. Die Aborigines sollten als eingeborene Fährtensucher und Jäger eingesetzt werden. Gilbert, der Outback-erfahren war, wurde im Verlauf der Expedition Ende Dezember 1844 zum stellvertretenden Expeditionsführer für die Zeit der Abwesenheit im Lager durch Leichhardt bestimmt. Gilbert war allerdings nicht mit allen Entscheidungen von Leichhardt einverstanden.

## Anreise nach Jimbour
Zur Anreise der Expeditionsmannschaft auf dem Dampfer Sovereign von Sydney nach Brisbane sicherte die Hunter’s River Steam Navigation Company eine kostenfreie Passage zu. Sie begann am 13. August 1844. Die Überfahrt dauerte nicht wie üblich drei Tage, sondern eine Woche. Die 13 Pferde litten auf der Überfahrt unter Wasser- und Futtermangel. In Brisbane wurde die Expeditionsgruppe gastfreundlich empfangen und beschenkt. Der Milchbauer John Campell riet Leichhardt, dass er sich auf seinem Weg an der Küstenlinie orientieren sollte, allerdings im Inland entlang der Wasserläufe. Er gab ihm auch den Ratschlag, Ochsen sowohl als Transporttiere als auch zur Verpflegung mit Fleisch mitzunehmen und keine Schafherde. Um die Ochsen, die als Transportmittel dienen sollten, nicht zu überlasten, musste ein Teil der Geschenke der Siedler abgelehnt werden. Leichhardt nahm vier Stiere und einen Ochsen an. Am 28. August verließ die Expedition Brisbane. Kurz vor ihrem Aufbruch hatte es stark geregnet und die Flüsse waren angeschwollen, deshalb gab es bereits erste Schwierigkeiten beim Übersetzen. Sie hatten einen gefederten Wagen und einen Ochsenwagen zum Transport von Ausrüstung bis in die Darling Downs zur Verfügung. Der leichte gefederte Wagen erwies sich als ungeeignet und wurde nach einem kurzen Einsatz im Gelände schwer beschädigt. Leichhardt tauschte ihn später gegen drei Mastochsen ein und kaufte weitere fünf Zugochsen hinzu, die er an die Packsättel gewöhnen wollte.
Da keiner der Expeditionsteilnehmer Erfahrung im Umgang mit Ochsen hatte, mussten sie diesen erst erlernen. Später stellten sie fest, dass die Ochsen lediglich 150 Pfund (75 kg), anstatt der geplanten 250 Pfund (125 kg), auf Dauer tragen konnten. Auch das Beladen der Ochsen und Pferde nahm mehr Zeit als geplant in Anspruch. Ferner warfen die Ochsen ihre Ladung häufig ab und dabei rissen die Gurte der Packsättel. Häufig liefen die Ochsen nachts bis zu ihrem letzten Weideplatz zurück. Dies setzte sich im Verlauf der Expedition fort und kostete Zeit. Am 30. September kam die Expedition in dem kleinen Ort Jimbour an, dem letzten Vorposten der Zivilisation im Outback.

## Ausrüstung und Verpflegung
Auf aufwendige und teure Gerätschaften wie Barometer und Kochapparat zur Bestimmung der Geländehöhen musste Leichhardt verzichten. Er hatte lediglich einen Sextanten, Chronometer, tragbaren Kompass und ein kleines Thermometer wie auch eine australische Landkarte von Aaron Arrowsmith dabei. Das Thermometer zerbrach bereits in der ersten Zeit der Expedition.
Zu Beginn verfügte die Mannschaft über 17 Pferde, 16 Rinder (Mast-, Zugochsen und Stiere) sowie mehrere Hunde. Die Mastochsen und Stiere dienten als lebende Nahrungsquelle, aus denen Trockenfleisch hergestellt werden sollte. Die Herstellung von Trockenfleisch erforderte zwei bis drei Tage Aufenthalt an einem Lagerort. Gejagt werden sollten Wildtiere, beispielsweise Känguru, Wallaby und auch Vögel. Zur weiteren Verpflegung standen 1200 Pfund Mehl (600 kg), 200 Pfund Zucker (100 kg), 80 Pfund Gelatine (40 kg) und weitere Ausrüstungsgegenstände zur Verfügung.
Ihre Munition bestand aus 20 Pfund Pulver (10 kg) und vier Beuteln Schrot. Es gab auch kleine Zelte für jedes Expeditionsmitglied. Jeder hatte zwei feste Hosen, zwei Kaliko-Ponchos, die geölt gut wasserdicht waren, drei derbe Hemden und zwei Paar Schuhe. Diese Bekleidung war für eine lange Reise nicht optimal.

## Tagesablauf der Expedition
Der Tagesablauf war geregelt. Durch den Vogel Lachender Hans wachte Leichhardt nach seinen Angaben auf und weckte anschließend seine Mannschaft. Brown hatte Tee zu kochen, Calvert das Fleisch mit Salz und Majoran zu würzen. Nachdem sich die Expeditionsmitglieder gewaschen hatten, wurde das Frühstück zubereitet, das aus zweieinhalb Pfund Fleisch (1,25 kg) bestand. Das Fleisch war am Abend zuvor in einem Topf über dem Feuer geschmort worden. Es wurde Tee gereicht. Die Zuteilung nahm Calvert vor. Danach brachte Charley die gesattelten Pferde. Nach der Beendigung des Frühstücks brachten Charley und Murphy gegen sieben Uhr die Ochsen, die anschließend beladen wurden, sofern weiter gereist werden sollte. Die Tagesstrecke hatte Leichhardt mit einem seiner Begleiter einen Tag zuvor erkundet.
Nach der Tagesarbeit wurde nach Reisen das Lager aufgeschlagen. Leichhardt hatte das Feuer zu entzünden, Brown das Wasser für den Tee zu holen. Wenn der Topf Tee geleert war, war es die Aufgabe von Calvert ein und ein halbes Pfund Mehl (0,75 kg) für einen Damper oder Fettkuchen abzuwiegen. Dies war die letzte Tagesmahlzeit.
Am abendlichen Lagerfeuer wurden die Erlebnisse des Tages ausgetauscht. Leichhardt, Brown und Charley schliefen meist im Freien, die anderen in ihren Zelten.

## Expeditionsverlauf

### 1844

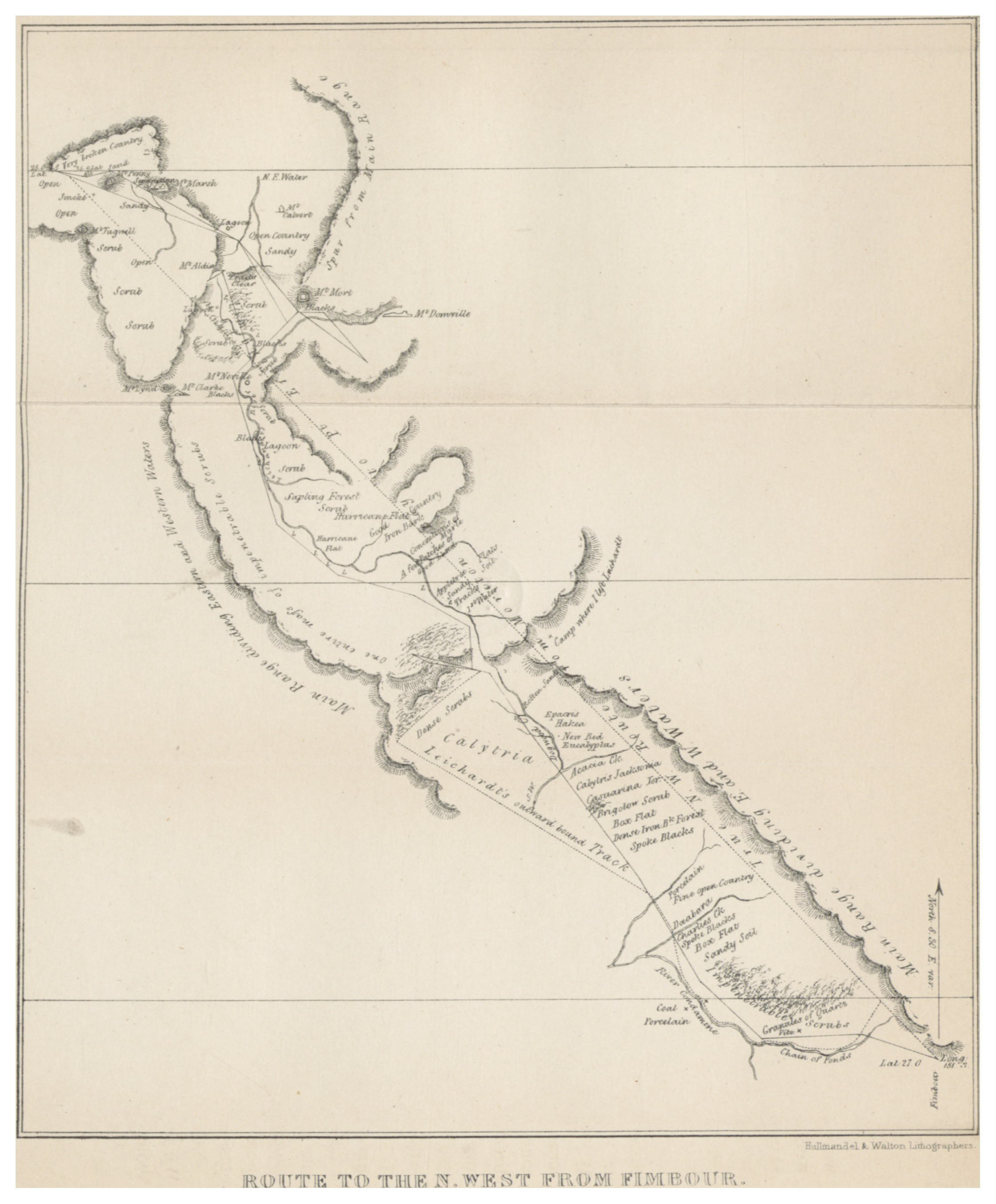
Hodgsons Karte zum Expeditionsverlauf 1844

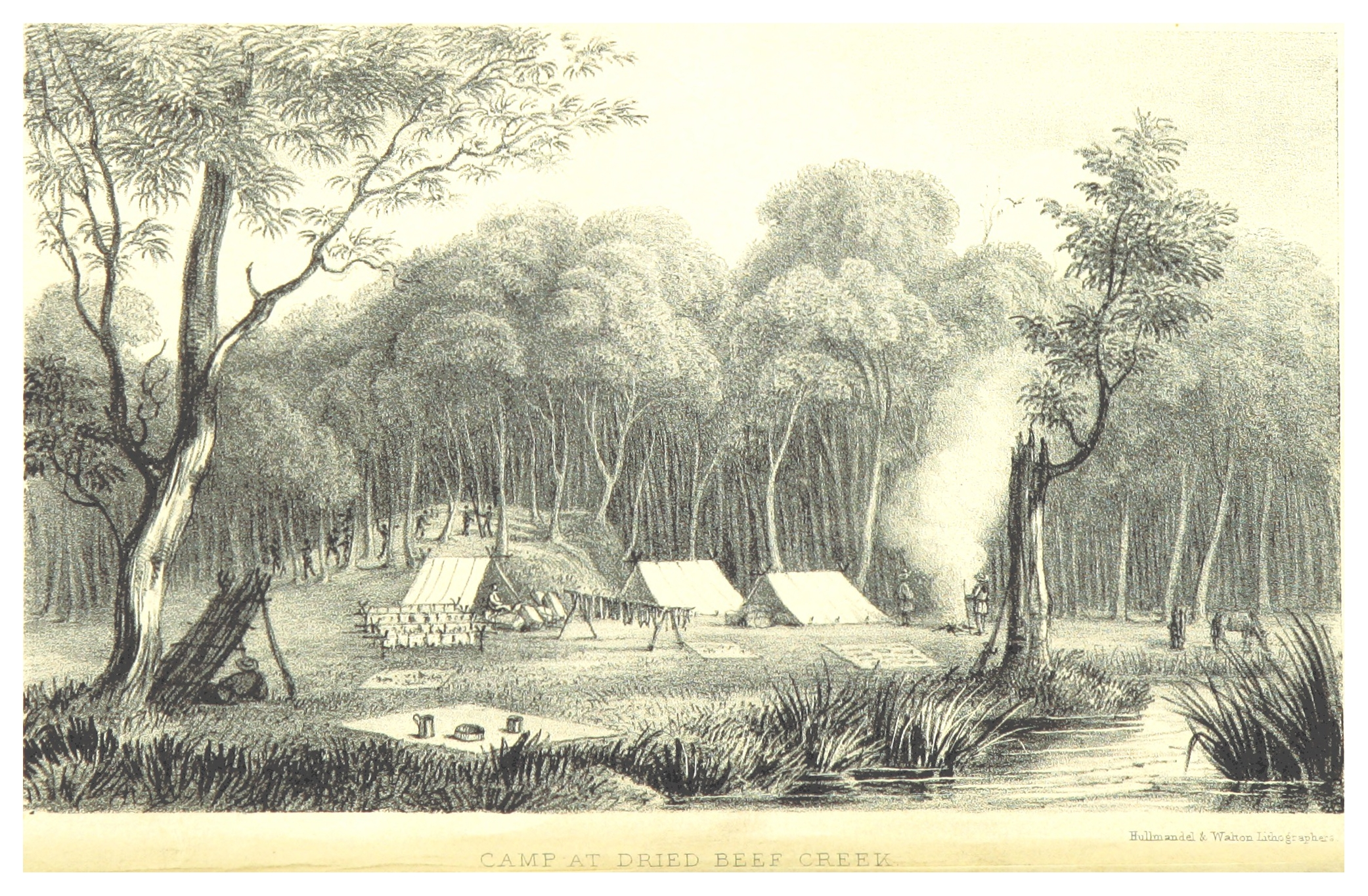
Lagerplatz am Dried Beef Creek

Am 1. Oktober 1844 startete die Expedition in dem kleinen Ort Jimbour in Queensland. Zunächst bewegte sich die Expedition entlang der Great Dividing Range. In den ersten Tagen mussten alle Teilnehmer der Expedition zu Fuß gehen, weil die Pferde und Ochsen voll beladen waren. Erst nach und nach, als sich die Fracht verringerte, konnten sie abwechselnd auf den Pferden reiten. Im Oktober erreichten sie den ersten großen Fluss, den Condamine River. Als sich die Expedition am 10. Oktober in einem undurchdringlichen Busch festlief, ging das Zelt von Gilbert und ein großer Teil des Mehlvorrats verloren. Zwölf Pferde entliefen und konnten erst einen Tag später wieder eingefangen werden.
Am 17. Oktober kam es zu einer ersten Auseinandersetzung zwischen Leichhardt und Charley, dem Aborigine. Am 23. Oktober aßen sie ihr letztes Stück Schokolade und schossen zwei Kängurus, danach nur einige Vögel. Am 28. Oktober schlachteten sie aus Mangel an Fleisch einen der Stiere, den sie in schmale Fleischstreifen schnitten und trockneten. Am 31. Oktober war die Fleischtrocknung beendet. Zur Erinnerung benannte Leichhardt den Bach, an dem sie lagerten, Dried Beef Creek. Im gesamten Oktober beobachteten Aborigines die Expedition.
Anfang November 1844 setzte der australische Sommer mit hohen Temperaturen ein. Leichhardt kam zu der Erkenntnis, dass er seine Mannschaft wegen Mangels an Verpflegung reduzieren musste. Hodgson und Caleb hatten am 4. November umzukehren. Sie brauchten auf dem Rückweg zwei Tage für die Strecke, für die die Expedition auf dem Hinweg fünf Wochen benötigt hatte. Diese Maßnahme zur Verpflegungsreduzierung reichte nicht aus, sodass die Verpflegungsrationen auf drei Pfund Trockenfleisch (1,5 kg) und vier Pfund Mehl (2,0 kg) gekürzt werden mussten. Ab dem 6. November stand allen je ein Reitpferd zur Verfügung. Mitte November erreichten sie das Atherton Tableland, entdeckten die Gilbert Range, Lynd Range und Expedition Range, den Roper Lake und den Mount Murphy. Die Expedition gelangte bis an den Robinson Creek und benannte den Mount Nicholson.
Die Verpflegungslage hatte sich inzwischen verbessert, da die Mannschaft gelernt hatte, sich aus dem Busch zu verpflegen. Beispielsweise trockneten sie Kängurufleisch und Aale, aßen auch Reptilien und sammelten Bush Food. Anders als im Oktober trafen sie auf keine Aborigines.
Am 3. Dezember erreichte die Expedition den Creek of the Ruined Castles, wie ihn Leichhardt benannte. Am 7. Dezember kam es zum ersten Zusammenstoß mit den Aborigines, die die weidenden Pferde mit Speeren angriffen. Ein Speer traf die Schulter eines Pferdes. Der Beginn der schwierigen Überwindung der Expedition Range begann am 13. Dezember. Sie hatten wenig Jagdglück und erschwerend kam hinzu, dass sie nur noch über einen Jagdhund verfügten. Vom 17. bis 26. Dezember verweilten sie neun Tage lang auf dem Lagerplatz an der Brown Lagoon.
Gegen Ende des Jahres kam es zu einem Zerwürfnis zwischen Leichhardt und Gilbert. Leichhardt ernannte ihn zwar zu seinem Stellvertreter, gab ihm aber zu verstehen, dass er entgegen seiner früheren Zusage einer hälftigen Aufteilung aller Entdeckungen der naturwissenschaftlichen Spezies nicht mehr zustimmen werde. Lediglich die entdeckten Vogelarten könne Gilbert als Entdecker beanspruchen. Die Expedition entdeckte die Christmas Range und den Comet River am 28. Dezember 1844.
Am Ende des Jahres 1844 hatte die Expedition etwa ein Sechstel der Wegstrecke zurückgelegt. Sie hatte mehrere Flüsse, zahlreiche Gebirge und für die Milchwirtschaft geeignetes Land entdeckt, aber sie kam zu langsam voran.

### 1845
Am Anfang des Jahres war das größte Problem die Menge der Verpflegung; denn sie hatten entsprechend den Angaben von Gilbert lediglich 400 Pfund Mehl, 40 Pfund Tee und etwa 100 Pfund Zucker. Anfang Januar fanden sie eine Hütte von nahezu europäischer Bauweise, die daher sicherlich von Weißen gebaut worden war. Im Januar 1846 entdeckte Leichhardt den Zusammenfluss von Comet und Mackenzie River. Er fand dort auch ein Kohle- und Eisenvorkommen sowie versteinertes Holz. Den Mackenzie River benannte Leichhardt nach Sir Evan Mackenzie, der 1840 nach Australien ausgewandert war. Am 13. Januar konnten die Expeditionsteilnehmer ihr erstes Bad auf dieser Reise nehmen. Anschließend kamen sie ins Gebiet der Peak Range, die Leichhardt benannte. Gegen Ende des Monats fanden die Expeditionsmitglieder kein Trinkwasser, sodass Leichhardt auf einem Forschungsausflug dem Verdursten nahe war.
Die zwei Aborigines waren von Anfang an aufsässig und verstießen gegen Regeln. Als Leichhardt Charley am 17. Februar zur Rede stellte und ihm eröffnete, dass er weiteres Fehlverhalten mit Essensentzug bestrafen werde, erhielt er von Charley Faustschläge ins Gesicht. Zwei seiner Zähne lockerten sich. Brown solidarisierte sich, daraufhin verwies Leichhardt beide aus dem gemeinschaftlichen Lager. Am 22. Februar wurde der Konflikt beigelegt und beide kehrten ins Lager zurück.
Im März entdeckte Leichhardt den Suttor River. Die Expedition setzte ihren Weg an dem von Leichhardt benannten Burdekin River flussabwärts in nördlicher Richtung fort. Unglücklicherweise wurde bei einer Jagd nach Wildtieren die einzige doppelläufige Flinte zerstört. Als Calvert und Brown am 7. Mai von ihrem aufgegebenen Lagerplatz einen vergessenen Gegenstand holen wollten, warfen Aborigines Speere nach ihnen.
Ende Mai war der letzte Tabak aufgeraucht, der letzte Zucker, das letzte Salz verbraucht und am 4. Juni konnte kein Damper mehr gebacken werden.
Ende Juni beschloss Leichhardt, nachdem er dem Lauf des Mitchell River gefolgt war, ihn in Richtung Küste zu verlassen. In der Nacht vom 28. Juni wurde das Lager in einem Racheakt von Kokopera-Aborigines überfallen. Dabei wurde Gilbert durch einen Speerwurf tödlich getroffen. Zuvor sollen die beiden Aborigines Charles Fisher und Harry Brown einige Frauen des Stammes belästigt haben. Roper und Calvert wurden von Speeren schwer verwundet. Roper verlor ein Augenlicht. Clavert hatte Schläge mit einem Waddy erhalten, mehrere Speere mit Widerhaken steckten in seiner Hüfte und in einem seiner Knie. Gilbert wurde in der Nähe des Geschehens am Carpentariagolf begraben. Am 1. Juli entschloss sich Leichhardt zum Weitermarsch.
Am 5. Juli erreichte die Expedition den Carpentariagolf. Dort begegneten sie erstmals Aborigines, die Werkzeuge aus Eisen mit sich führten. Dies war ein Zeichen dafür, dass sie Kontakt mit Makassaren-Fischern hatten, die auf ihren Schiffen zum Trepang-Fischen in den Norden Australiens gelangten.
Im August ging der Fleischvorrat zu Ende, daher mussten weitere Ochsen geschlachtet werden. Ende August ging es dem verletzten Roper immer noch sehr schlecht.
Im September endete ihr Teevorrat. Sie hatten nur noch fünf Ochsen, die Pferde waren allerdings in sehr gutem Zustand. Nach großem Jagdglück benannte Leichhardt den Seven Emu River. Roper hatte sich mittlerweile erholt, sodass er ohne Hilfe sein Pferd besteigen konnte. Die Bekleidung der Mannschaft war heruntergekommen, die Hemden und Hosen waren zerrissen und nur notdürftig geflickt. Die Kleidung konnte nicht gewaschen werden, da es keine Seife mehr gab. Da das Salz zu Ende war, konnte das Fleisch nicht mehr gewürzt werden. Auch war das Fleisch nicht mehr so nahrhaft wie früher, daher wurden die Rationen auf 7 Pfund (3,5 kg) erhöht. Es gab je 2,5 Pfund (1,25 kg) Fleisch zum ersten und zweiten Frühstück und mittags zwei Pfund (1,0 kg).
Anfang Oktober war einer der Ochsen derart geschwächt, dass er geschlachtet werden musste. Die Packochsen waren jetzt überladen. Der einzige Hund, der ihnen verblieben war, verendete. Drei ihrer Pferde ertranken bei einer Flussüberquerung. Damit war die Transportkapazität für nicht lebensnotwendige Sachen erschöpft. Leichhardt musste 3000 Teile seiner botanischen Sammlung und die Sammlung von Gilbert verbrennen. Er ließ auch seine kleine Gesteinssammlung zurück. Ein weiteres Pferd verendete bei einer Flussüberquerung, danach standen nur noch neun Pferde zur Verfügung. Leichhardt litt unter einer schmerzhaften Erkrankung seiner Haut, wie auch Philipps.
Im November kamen die Ochsen und Pferde wegen der großen Hitze und auf dem steinigen Boden kaum voran. Sie erreichten dennoch den South Alligator River und verloren erneut ein Pferd. Am 22. November musste der vorletzte Ochse geschlachtet werden.

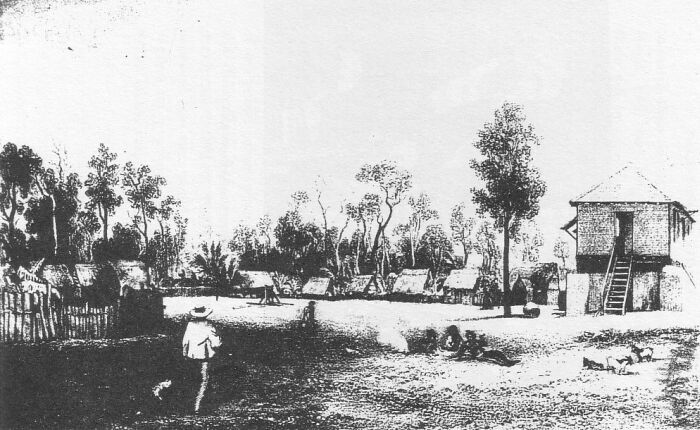
Port Essington (1845)

Am 2. Dezember traf die Expedition erstmals einen Englisch sprechenden Aborigine. Weitere Aborigines begleiteten die Expedition von nun an in Richtung Port Essington. Am 17. Dezember 1845 erreichten die erschöpften Expeditionsteilnehmer mit ihren Pferden und einem Ochsen ihr Expeditionsziel Port Essington (bei Darwin). Dort erholten sich die Teilnehmer einen Monat lang von ihren Strapazen.

## Rückkehr
Als sie am 29. März 1846 nach ihrer Abreise in Port Essington mit dem Schoner Heroine in Sydney ankamen, wurde der Expedition dort ein feierlicher Empfang bereitet. Eine private Sammlung erbrachte 1518 Pfund, 18 Shilling und 6 Pence. Gouverneur George Gipps bewilligte den Teilnehmern für ihre Leistungen 1000 Pfund zum eigenen Gebrauch. Sie war nach folgendem Schlüssel zu verteilen: Leichhardt 600, Calvert und Roper je 125, Murphy 80, Fischer und Brown je 50 und der Sträfling Phillips 30 Pfund Sterling. Der Sträfling Phillips wurde zur Gänze begnadigt.

## Nachwirken in der Literatur

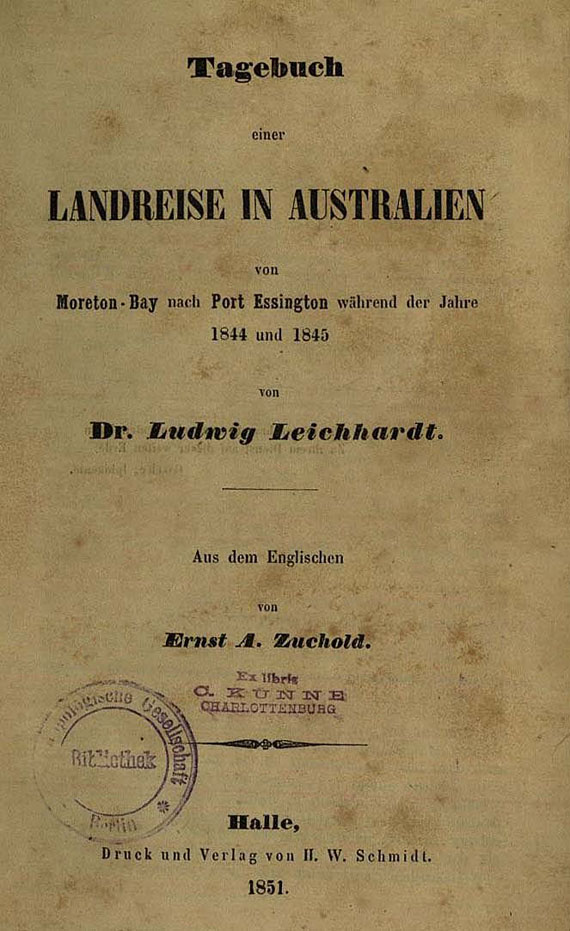
Leichhardts Reisetagebuch, das 1851 in Halle verlegt wurde

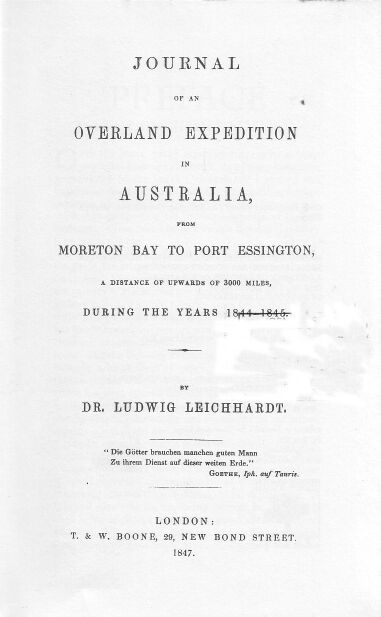
Die britische Herausgabe des Reisetagebuch, das 1847 erschien

1846 arbeitete Leichhardt in Sydney an der Herausgabe seines Reisetagebuches und hielt Vorträge über seine erste Expedition.
1847 wurde Leichhardts Reisetagebuch durch den Buchhändler Boone unter dem Titel Journal of an Overland Expedition in Australia from Moreton Bay to Port Essington, a Distance of Upwards of 3000 Miles, During the Years 1844 to 1845 by Dr. Ludwig Leichhardt veröffentlicht.
In der Sitzung der Geographischen Gesellschaft in Paris im April 1847 wurde Leichhardt in Würdigung seiner Forschungsergebnisse die Große Goldene Medaille verliehen. Am 24. Mai 1847 ehrte Lord Colchester von der Royal Geographical Society in London Leichhardt ebenso mit der Großen Goldenen Medaille. Auf dieser Medaille befindet sich ein Porträt von Leichhardt. Die Medaille wurde in Abwesenheit von Leichhardt an William Nicholson übergeben, seinem Studienfreund.
1849 veröffentlichte Professor Heinrich Girard in der Zeitschrift der Deutschen Geologischen Gesellschaft einen Artikel von Leichhardt Über die Kohlenlager von Newcastle am Hunter.
1851 übersetzte der Geograph Ernst Amandus Zuchold aus Halle das in London 1847 erschienene Buch.
1855 publizierte Girard in den Beiträgen der Naturforschenden Gesellschaft Halle alle geologischen Beiträge von Leichhardt über Australien.

## Entdeckte Landmarken

### Bewertung
Leichhardt entdeckte zahlreiche Flüsse, Bäche und Seen wie auch Gebirgszüge und Berge. Durch die zahlreichen entdeckten Landmarken wurde Ludwig Leichhardts erste Expedition ein bedeutender Teil der australischen Entdeckungsgeschichte.
Alec Hugh Chisholm kritisierte in seinem Buch „Strange World“ Leichhardts Namensgebungen mehrfach und scharf, da er bedeutenden Landmarken Namen von wenig bedeutenden Briten der australischen Geschichte gab.
Inwieweit Leichhardts naturkundliche Entdeckungen von Bedeutung waren und wie weit seine naturwissenschaftlichen Kenntnisse reichten, konnte dieser nicht mehr schriftlich darstellen, da seine zweite Australien-Expedition von 1846 bis 1847 scheiterte und er auf seiner dritten Australienexpedition im Jahr 1848 verschollen blieb. Zudem ist zu berücksichtigen, dass er gegen Ende der Expedition große Teile seiner Sammlung und der von John Gilbert wegen fehlender Transportmöglichkeiten vernichten musste.
Seine geologischen Entdeckungen von Kohle- und Eisenerzlagerstätten waren jedoch bedeutend für die spätere Entwicklung Australiens. Da er allerdings Gebiete erkundete, in denen es deutliche Anzeichen von Goldlagerstätten gab, die erst später in der folgenden europäischen Landnahme von anderen entdeckt wurden, ist seine Leistung als Geologe in Australien in Frage gestellt.

### Gewässer, Gebirge und Berge
| Name                       | Bezeichnung | Zeit            | Quelle             | Namensherkunft |
| -------------------------- | ----------- | --------------- | ------------------ | --- |
| Charley Creek              | Bach        | ab Oktober 1844 | Leichhardt/Baumann | Der Bach erhielt den Vornamen des Expeditionsmitglieds Charley Fisher, eines Aborigine. |
| Dried Beef Creek           | Bach        |                 | Leichhardt/Baumann | Der Dried Beef Creek (dried beef = Trockenfleisch) wurde nach einem Lagerplatz benannt, an dem erstmals Trockenfleisch hergestellt wurde. |
| Dawson River               | Fluss       |                 | Chisholm           | Robert Dawson, der als Viehzüchter in der Umgebung von Brisbane lebte, unterstützte die Expedition. Dawson war im Jahr 1825 der erste Manager der Australian Agricultural Compagny. |
| Hodgson Creek              | Bach        |                 | Chisholm           | Der Bachname bezieht sich auf das Expeditionsmitglied Christopher Hodgson, der die Expedition am 1. Oktober 1844 mit einem weiteren Expeditionsmitglied zu verlassen hatte, weil Leichhardt erkennen musste, dass die Verpflegung der gesamten Mannschaft nicht ausreichen würde.                                                                 |
| Acacia Creek               | Bach        |                 | Chisholm           | Bachname nach den Akazien-Bäumen, (engl. Acacia), die am Bachufer wuchsen. |
| Dogwood Creek              | Bach        |                 | Chisholm           | Name der Hartriegel-Sträucher (engl. Dogwood), die in der Umgebung des Bachs wuchsen. |
| Kent Lagoon                | Tümpel      |                 | Chisholm           | John Kent war stellvertretender Generalkommissar und Superintendent des Government Stock Establishments an der Moreton Bay und war Leichhardts Expedition wohlgesinnt. |
| Gilbert Range              | Gebirgszug  |                 | Leichhardt/Baumann | Der Gebirgszug wurde nach der Entdeckung nach dem Naturforscher John Gilbert benannt. Gilbert wurde bei dem Überfall auf die Expedition am 28. Juni 1845 von Aborigines getötet. |
| Lynd Range                 | Gebirgszug  |                 | Leichhardt/Baumann | Der Junggeselle Robert Lynd war ein britischer Offizier, der in den Sydney Barracks seinen Dienst leistete und mit Leichhardt befreundet war. Nach dem Verschwinden von Leichhardt im Verlauf seiner dritten Expedition schrieb Lynd ein Gedicht über ihn, das veröffentlicht wurde.                                                              |
| Robinson Creek             | Bach        |                 | Chisholm           | Dem Bach verlieh Leichhardt den Namen des Viehzüchters Robert Robinson, der ihn unterstützte und bei Brisbane lebte. |
| Expedition Range           | Gebirgszug  |                 | Leichhardt/Baumann | Diesen Namen vergab Leichhardt vermutlich in Bezug auf seine Expedition. |
| Roper Lake                 | See         |                 | Chisholm           | Der See erhielt den Namen des Expeditionsmitglieds John Roper. |
| Mount Nicholson            | Berg        |                 | Leichhardt/Baumann | Benannt nach Sir Charles Nicholson, dem Sprecher des Legislative Council of Queensland und ersten Kanzler der Universität Sydney, der Leichhardt in Sydney unterstützt hatte. |
| Creek of the ruined Castle | Bach        |                 | Leichhardt/Baumann | Benannt nach regional aufgefundenen Felsenformationen, die Leichhardt an Burgen seiner deutschen Heimat erinnerten (Creek of the Ruined Castle = Bach der Burgruinen). |
| Boyd River                 | Fluss       |                 | Chisholm           | Der Boyd River wurde nach einem Unterstützer der Expedition benannt. |
| Mimosa Creek               | Bach        |                 | Chisholm           | Die Expedition entdeckte in der Nähe dieses Baches eine neue Art der Mimosen. |
| Erythrina Creek            | Bach        |                 | Chisholm           | Diese Erythrina-Bäume aus der Gattung der Korallenbäume wuchsen an einem Lagerplatz. |
| Zamia Creek                | Bach        |                 | Leichhardt/Baumann | Zamia ist der Name einer Gattung der Palmfarne. Die Farne wuchsen ufernah. |
| Brown Lagoon               | Tümpel      |                 | Leichhardt/Baumann | Der Name des Tümpels bezieht sich auf das Expeditionsmitglied Harry Brown, einen Aborigine. |
| Christmas Range            | Gebirgszug  |                 | Leichhardt/Baumann | Den Namen vergab Leichhardt, weil er hoffte, den in der Ferne liegenden Gebirgszug an Weihnachten zu erreichen. |
| Comet River                | Fluss       |                 | Leichhardt/Baumann | Der Fluss wurde benannt, als die Expedition am 28. Dezember einen Komet über Australien sichtete. |
| Mackenzie River            | Fluss       | ab Januar 1845  | Chisholm           | Der Fluss erhielt den Namen des Schotten Sir Evans Mackenzie, der 1840 nach Australien ausgewandert war und im heutigen Queensland siedelte. Er finanzierte in Brisbane im August 1844 ein Festessen für Leichhardt. |
| Peak Range                 | Gebirge     |                 | Chisholm           | Benannt nach der Form der Berge (Peak = Spitze). |
| Roper Peak                 | Berg        |                 | Chisholm           | John Roper war ein Mitglied der Expedition. |
| Scott Peak                 | Berg        |                 | Chisholm           | Helenus Scott war ein Unterstützer der Expedition. |
| Mount Macarthur            | Berg        |                 | Chisholm           | William Macarthur unterstützte die Expedition. |
| Lord Table Mount           | Berg        |                 | Chisholm           | Der Name bezieht sich auf Edward Lord, einen Unterstützer der Expedition. |
| Calvert Peak               | Berg        |                 | Chisholm           | James Calvert war ein Mitglied der Expedition. |
| Charley Mountain Peak      | Berg        |                 | Chisholm           | Nach Charley Fisher, dem Aborigine und Mitglied der Expedition. |
| Brown Mountain             | Berg        |                 | Chisholm           | Harry Brown war ein Mitglied der Expedition, ein Aborigine. |
| Gilbert Dome               | Berg        |                 | Chisholm           | John Gilbert war ein Mitglied der Expedition und auch Leichhardts Stellvertreter in den jeweiligen Lagern, wenn Leichhardt dort nicht anwesend war. |
| Mount Phillips             | Berg        |                 | Chisholm           | William Phillips war ein Expeditionsmitglied, ein britischer Sträfling. |
| Campbell Peak              | Berg        |                 | Chisholm           | John Campbell war ein Siedler bei Brisbane, der die Expedition unterstützte. Campbell gab Leichhardt Ratschläge zur Orientierung und schlug Leichhardt vor, dass er sich entlang der Flüsse in einem erheblichen Abstand zur Küste bewegen sollte, um sich mit Trinkwasser zu versorgen. Er riet ihm auch ab, Schafe als Verpflegung mitzuführen. |
| Hughes Creek               | Bach        |                 | Chisholm           | H. H. Hughes war ein Unterstützer der Expedition und Besitzer der Schafzuchtstation Gowrie. Miteigentümer war F. N. Isaac, ebenso ein Förderer der Leichhardt-Expedition. |
| Isaac River                | Fluss       |                 | Chisholm           | (siehe Hughes Creek oben) |
| Mount Coxen                | Berg        |                 | Chisholm           | Benannt nach einem Unterstützer der Expedition. |
| Suttor River               | Fluss       |                 | Chisholm           | W. H. Suttor (* 1805 in Sydney; † 1877) war ein Landeigentümer bei Brisbane. Er wurde 1843 ins erste australische Parlament gewählt und vertrat den Bathurst-Wahlkreis. |
| Cape River                 | Fluss       |                 | Chisholm           | Der Name geht auf den Kapitän des Dampfers Sovereign zurück, der Leichhardt und seine Expeditionsmannschaft von Sydney nach Brisbane brachte. |
| Mount McConnel             | Berg        |                 | Chisholm           | Frederick McConnel war ursprünglich ein Geschäftsmann in Manchester und seit 1841 Eigentümer der Cressbrock Station bei Brisbane. |
| Burdekin River             | Bach        |                 | Chisholm           | Dieser Flussname geht auf den Namen der Frau von Thomas Burdekin zurück, der Eisenwarenhändler in Sydney war. |
| Clarke River               | Fluss       |                 | Chisholm           | W. B. Clarke war ein damals bekannter Geologe in Australien. |
| Mount Graham               | Berg        |                 | Chisholm           | Benannt nach einem Unterstützer der Expedition. |
| Robey Range                | Gebirgszug  |                 | Chisholm           | Benannt nach einem Unterstützer der Expedition. |
| Porter Range               | Gebirgszug  |                 | Chisholm           | Benannt nach einem Unterstützer der Expedition. |
| Thacker Range              | Gebirgszug  |                 | Chisholm           | Benannt nach einem Unterstützer der Expedition. |
| Big Ant-Hill Creek         | Bach        |                 | Chisholm           | Vermutlich befanden sich in der Nähe des Baches zahlreiche große Ameisenhaufen (engl.: Big Ant-Hill) |
| Mount Lang                 | Berg        |                 | Chisholm           | Benannt nach Dr. John Dunmore Lang, der ein öffentlich Bediensteter in Sydney war. |
| Separation Creek           | Bach        |                 | Chisholm           | |
| Lynd River                 | Fluss       |                 | Chisholm           | Den Fluss benannte Leichhardt nach dem britischen Offizier Robert Lynd, seinem Freund, der in Sydney in den Sydney Barracks diente. |
| Kirchner Range             | Gebirgszug  |                 | Chisholm           | Den Namen vergab Leichhardt nach W. Kirchner, dem Vizekonsul für Australien, der in Sydney lebte und ihn unterstützte. |
| Nassau River               | Fluss       |                 | Chisholm           | |
| Mitchell River             | Fluss       |                 | Chisholm           | Sir Thomas Livingstone Mitchell war der oberste Landvermesser in New South Wales. |
| Gilbert River              | Fluss       |                 | Chisholm           | Der Fluss wurde nach dem Naturforscher John Gilbert († 1845) benannt. |
| Beame Creek                | Fluss       |                 | Leichhardt/Baumann | Der Fluss wurde nach dem Lebensmittelhändler Brook Beame benannt. |
| Nicholson River            | Fluss       |                 | Leichhardt/Baumann | Leichhardt gab dem Fluss den Namen seines britischen Studienfreundes William Alleyne Nicholson. |
| Turner Creek               | Bach        |                 | Chisholm           | Der Fluss wurde nach George Turner benannt, der zeitweise als Rechtsanwalt für die britische Krone in Sydney arbeitete. Später wurde er dafür bekannt, dass er sich das Vermögen einer unschuldigen Witwe eines hingerichteten Mörders aneignete.                                                                                                 |
| Seven Emu River            | Fluss       |                 | Leichhardt/Baumann | Ein Jagdglück veranlasste Leichhardt zu dieser Namensnennung. |
| Albert River               | Fluss       |                 | Chisholm           | |
| Cycas Creek                | Bach        |                 | Leichhardt/Baumann | Am Bachufer wuchsen Cyas. |
| Moonlight River            | Fluss       |                 | Leichhardt/Baumann | |
| Wentworth River            | Fluss       |                 | Chisholm           | Benannt nach William Charles Wentworth, einem frühen Entdeckungsreisenden in Australien, der an der Blaxland-Expedition im Jahr 1813 beteiligt war, die die Besiedlung des Inneren von Australien ermöglichte. |
| Calvert River              | Fluss       |                 | Leichhardt/Baumann | Benannt nach dem Expeditionsmitglied James Calvert. |
| Robinson River             | Fluss       |                 | Chisholm           | Dem Fluss verlieh Leichhardt den Namen des Viehzüchters Robert Robinson, der ihn unterstützte. |
| Macarthur River            | Fluss       |                 | Chisholm           | Benannt nach James und William Macarthur, die in Camden bei Sydney lebten und sein Expeditionsvorhaben unterstützten. |
| Roper River                | Fluss       |                 | Leichhardt/Baumann | Benannt nach dem Expeditionsmitglied John Roper. |
| Wilton River               | Fluss       |                 | Chisholm           | Von Leichhardt nach P. N. Wilton, der bei New South Wales lebte, benannt. Wilton zählte zu den Unterstützern von Leichhardt. |